# Dactylis spicata
Dactylis spicata là một loài thực vật có hoa trong họ Hòa thảo. Loài này được (Pamp.) Guglielmo & Scalia mô tả khoa học đầu tiên năm 1985.